# Eva Glawischnig-Piesczek
Eva Glawischnig-Piesczek (Villach, 28 febbraio 1969) è una politica austriaca.

## Biografia
Dal 1999 è stata membro del parlamento per il partito dei Verdi. Dall'ottobre 2006 fino all'ottobre 2008 è stata presidente del parlamento. Successivamente è diventata portavoce federale e presidente dei Verdi fino al 2017.